# Robert Iarusci
Robert Iarusci (Toronto; 8 de noviembre de 1954) es un exjugador, estrella de la NASL y miembro de la selección canadiense de fútbol.
En 2012, como parte de la celebración del centenario de la Asociación Canadiense de Fútbol, fue nombrado miembro del 11 ideal de todos los tiempo de la selección.

## Trayectoria
Como lateral derecho, jugó en la Canadian Soccer League con Toronto Italia en 1973. Comenzó su carrera en la North American Soccer League en su ciudad natal, con Toronto Metros-Croatia, jugando en 1976 y parte de 1977.
Disputó todos los partidos cuando Toronto ganó el campeonato de liga en 1976. Jugó casi toda la temporada de 1977 en Toronto, pero fue cambiado al final de la campaña al New York Cosmos, donde volvió a ganar en ese y el siguiente año la Soccer Bowl.
Fue canjeado en la primavera de 1979 a Washington Diplomats y allí estuvo dos años. Regresó al Cosmos para jugar de 1981 a 1983 y terminó con San Diego Sockers cuando la liga se cerró después de la edición de 1984.

## Selección nacional
Jugó veintisiete veces para Canadá desde 1976 hasta 1983 y fue el capitán durante varios juegos. Marcó dos goles, ambos en la clasificación para la Copa Mundial de España 1982.

### Partidos y goles internacionales
| \| # \| Fecha \| Ciudad \| Local \| Res. \| Visitante \| Competición \| Goles \| \| -- \| ------------------------ \| ------------------- \| ----------------- \| ---- \| -------------- \| ------------------------------------------------- \| ------- \| \| 1 \| 24 de septiembre de 1976 \| Vancouver \| Canadá \| 1:1 \| Estados Unidos \| Clasificación para el Campeonato Concacaf de 1977 \| - \| \| 2 \| 10 de octubre de 1976 \| Vancouver \| Canadá \| 1:0 \| México \| Clasificación para el Campeonato Concacaf de 1977 \| - \| \| 3 \| 20 de octubre de 1976 \| Seattle \| Estados Unidos \| 2:0 \| Canadá \| Clasificación para el Campeonato Concacaf de 1977 \| - \| \| 4 \| 27 de octubre de 1976 \| Toluca de Lerdo \| México \| 0:0 \| Canadá \| Clasificación para el Campeonato Concacaf de 1977 \| - \| \| 5 \| 22 de diciembre de 1976 \| Puerto Príncipe \| Canadá \| 3:0 \| Estados Unidos \| Clasificación para el Campeonato Concacaf de 1977 \| - \| \| 6 \| 11 de septiembre de 1977 \| Puerto España \| Trinidad y Tobago \| 1:1 \| Canadá \| Amistoso \| - \| \| 7 \| 12 de octubre de 1977 \| Ciudad de México \| Canadá \| 2:1 \| Surinam \| Campeonato Concacaf de 1977 \| - \| \| 8 \| 16 de octubre de 1977 \| Ciudad de México \| Canadá \| 2:1 \| Guatemala \| Campeonato Concacaf de 1977 \| - \| \| 9 \| 20 de octubre de 1977 \| Monterrey \| Haití \| 1:1 \| Canadá \| Campeonato Concacaf de 1977 \| - \| \| 10 \| 22 de octubre de 1977 \| Monterrey \| México \| 3:1 \| Canadá \| Campeonato Concacaf de 1977 \| - \| \| 11 \| 15 de septiembre de 1980 \| Vancouver \| Canadá \| 4:0 \| Nueva Zelanda \| Amistoso \| - \| \| 12 \| 17 de septiembre de 1980 \| Edmonton \| Canadá \| 3:0 \| Nueva Zelanda \| Amistoso \| - \| \| 13 \| 18 de octubre de 1980 \| Toronto \| Canadá \| 1:1 \| México \| Clasificación para la Copa Mundial de 1982 \| - \| \| 14 \| 25 de octubre de 1980 \| Fort Lauderdale \| Estados Unidos \| 0:0 \| Canadá \| Clasificación para la Copa Mundial de 1982 \| - \| \| 15 \| 1 de noviembre de 1980 \| Vancouver \| Canadá \| 2:1 \| Estados Unidos \| Clasificación para la Copa Mundial de 1982 \| Anotado \| \| 16 \| 9 de noviembre de 1980 \| Tegucigalpa \| Honduras \| 2:0 \| Canadá \| Amistoso \| - \| \| 17 \| 11 de noviembre de 1980 \| Ciudad de Guatemala \| Guatemala \| 0:1 \| Canadá \| Amistoso \| - \| \| 18 \| 16 de noviembre de 1980 \| Ciudad de México \| México \| 1:1 \| Canadá \| Clasificación para la Copa Mundial de 1982 \| - \| \| 19 \| 12 de octubre de 1981 \| San Fernando \| Trinidad y Tobago \| 2:4 \| Canadá \| Amistoso \| - \| \| 20 \| 14 de octubre de 1981 \| Pointe-à-Pitre \| Guadalupe \| 1:2 \| Canadá \| Amistoso \| - \| \| 21 \| 2 de noviembre de 1981 \| Tegucigalpa \| Canadá \| 1:0 \| El Salvador \| Campeonato Concacaf de 1981 \| - \| \| 22 \| 6 de noviembre de 1981 \| Tegucigalpa \| Canadá \| 1:1 \| Haití \| Campeonato Concacaf de 1981 \| - \| \| 23 \| 12 de noviembre de 1981 \| Tegucigalpa \| Honduras \| 2:1 \| Canadá \| Campeonato Concacaf de 1981 \| - \| \| 24 \| 15 de noviembre de 1981 \| Tegucigalpa \| México \| 1:1 \| Canadá \| Campeonato Concacaf de 1981 \| - \| \| 25 \| 21 de noviembre de 1981 \| Tegucigalpa \| Cuba \| 2:2 \| Canadá \| Campeonato Concacaf de 1981 \| Anotado \| \| 26 \| 12 de junio de 1983 \| Vancouver \| Canadá \| 0:2 \| Escocia \| Amistoso \| - \| \| 27 \| 16 de junio de 1983 \| Edmonton \| Canadá \| 0:3 \| Escocia \| Amistoso \| - \| |                          |                     |                   |      |                |                                                   |         |
| # | Fecha                    | Ciudad              | Local             | Res. | Visitante      | Competición                                       | Goles   |
| 1 | 24 de septiembre de 1976 | Vancouver           | Canadá            | 1:1  | Estados Unidos | Clasificación para el Campeonato Concacaf de 1977 | -       |
| 2 | 10 de octubre de 1976    | Vancouver           | Canadá            | 1:0  | México         | Clasificación para el Campeonato Concacaf de 1977 | -       |
| 3 | 20 de octubre de 1976    | Seattle             | Estados Unidos    | 2:0  | Canadá         | Clasificación para el Campeonato Concacaf de 1977 | -       |
| 4 | 27 de octubre de 1976    | Toluca de Lerdo     | México            | 0:0  | Canadá         | Clasificación para el Campeonato Concacaf de 1977 | -       |
| 5 | 22 de diciembre de 1976  | Puerto Príncipe     | Canadá            | 3:0  | Estados Unidos | Clasificación para el Campeonato Concacaf de 1977 | -       |
| 6 | 11 de septiembre de 1977 | Puerto España       | Trinidad y Tobago | 1:1  | Canadá         | Amistoso                                          | -       |
| 7 | 12 de octubre de 1977    | Ciudad de México    | Canadá            | 2:1  | Surinam        | Campeonato Concacaf de 1977                       | -       |
| 8 | 16 de octubre de 1977    | Ciudad de México    | Canadá            | 2:1  | Guatemala      | Campeonato Concacaf de 1977                       | -       |
| 9 | 20 de octubre de 1977    | Monterrey           | Haití             | 1:1  | Canadá         | Campeonato Concacaf de 1977                       | -       |
| 10 | 22 de octubre de 1977    | Monterrey           | México            | 3:1  | Canadá         | Campeonato Concacaf de 1977                       | -       |
| 11 | 15 de septiembre de 1980 | Vancouver           | Canadá            | 4:0  | Nueva Zelanda  | Amistoso                                          | -       |
| 12 | 17 de septiembre de 1980 | Edmonton            | Canadá            | 3:0  | Nueva Zelanda  | Amistoso                                          | -       |
| 13 | 18 de octubre de 1980    | Toronto             | Canadá            | 1:1  | México         | Clasificación para la Copa Mundial de 1982        | -       |
| 14 | 25 de octubre de 1980    | Fort Lauderdale     | Estados Unidos    | 0:0  | Canadá         | Clasificación para la Copa Mundial de 1982        | -       |
| 15 | 1 de noviembre de 1980   | Vancouver           | Canadá            | 2:1  | Estados Unidos | Clasificación para la Copa Mundial de 1982        | Anotado |
| 16 | 9 de noviembre de 1980   | Tegucigalpa         | Honduras          | 2:0  | Canadá         | Amistoso                                          | -       |
| 17 | 11 de noviembre de 1980  | Ciudad de Guatemala | Guatemala         | 0:1  | Canadá         | Amistoso                                          | -       |
| 18 | 16 de noviembre de 1980  | Ciudad de México    | México            | 1:1  | Canadá         | Clasificación para la Copa Mundial de 1982        | -       |
| 19 | 12 de octubre de 1981    | San Fernando        | Trinidad y Tobago | 2:4  | Canadá         | Amistoso                                          | -       |
| 20 | 14 de octubre de 1981    | Pointe-à-Pitre      | Guadalupe         | 1:2  | Canadá         | Amistoso                                          | -       |
| 21 | 2 de noviembre de 1981   | Tegucigalpa         | Canadá            | 1:0  | El Salvador    | Campeonato Concacaf de 1981                       | -       |
| 22 | 6 de noviembre de 1981   | Tegucigalpa         | Canadá            | 1:1  | Haití          | Campeonato Concacaf de 1981                       | -       |
| 23 | 12 de noviembre de 1981  | Tegucigalpa         | Honduras          | 2:1  | Canadá         | Campeonato Concacaf de 1981                       | -       |
| 24 | 15 de noviembre de 1981  | Tegucigalpa         | México            | 1:1  | Canadá         | Campeonato Concacaf de 1981                       | -       |
| 25 | 21 de noviembre de 1981  | Tegucigalpa         | Cuba              | 2:2  | Canadá         | Campeonato Concacaf de 1981                       | Anotado |
| 26 | 12 de junio de 1983      | Vancouver           | Canadá            | 0:2  | Escocia        | Amistoso                                          | -       |
| 27 | 16 de junio de 1983      | Edmonton            | Canadá            | 0:3  | Escocia        | Amistoso                                          | -       |

## Clubes
| Club                   | País           | Año       |
| ---------------------- | -------------- | --------- |
| Toronto Italia         | Canadá         | 1973-1975 |
| Toronto Metros-Croatia | Canadá         | 1976-1977 |
| New York Cosmos        | Estados Unidos | 1977-1978 |
| Washington Diplomats   | Estados Unidos | 1979-1980 |
| New York Cosmos        | Estados Unidos | 1981-1983 |
| San Diego Sockers      | Estados Unidos | 1984      |

## Palmarés

### Títulos nacionales
| Título                       | Equipo                 | País           | Año  |
| ---------------------------- | ---------------------- | -------------- | ---- |
| National Soccer League       | Toronto Italia         | Canadá         | 1975 |
| North American Soccer League | Toronto Metros-Croatia | Canadá         | 1976 |
| North American Soccer League | New York Cosmos        | Estados Unidos | 1977 |
| North American Soccer League | New York Cosmos        | Estados Unidos | 1978 |
| North American Soccer League | New York Cosmos        | Estados Unidos | 1982 |